# Hypnum philippeanum
Hypnum philippeanum là một loài Rêu trong họ Hypnaceae. Loài này được (Spruce) Müll. Hal. mô tả khoa học đầu tiên năm 1851.